# (12813) Paolapaolini
(12813) Paolapaolini (1996 CU8) – planetoida z pasa głównego asteroid okrążająca Słońce w ciągu 4,64 lat w średniej odległości 2,78 j.a. Odkryta 14 lutego 1996 roku.